# Peroz II.
Pērōz II. war um 631/32 für kurze Zeit und wohl nur regional herrschend Sassanidenkönig. 
Nach dem Tod von König Chosrau II. im Jahr 628 herrschten anarchische Zustände im Reich: Seine Nachfolger, darunter zwei Königinnen, konnten sich nur wenige Monate auf dem Thron halten und regierten teils gleichzeitig in verschiedenen Teilen des Reiches; zudem ist die Quellenüberlieferung für diese Zeit sehr unsicher. 
Peroz wird von Tabari erwähnt. Demnach entstammte er mütterlicherseits dem Herrscherhaus und wurde nach dem Tod von Chosrau III., der sich ebenfalls nur kurze Zeit halten konnte, von Hofkreisen und angeblich gegen seinen Willen zum König erhoben, aber schon bald darauf von Personen aus seinem Umkreis ermordet. Peroz ließ in seiner kurzen Regierungszeit auch Münzen prägen.